# Atari Jaguar
Atari Jaguar este o consolă de jocuri video dezvoltată și vândută de Atari Corporation în 1993, la prețul de 249,99$. A fost ultima consolă lansată de către o companie americană până la lansarea consolei Xbox în 2001. 

## Legături externe
- Atari Jaguar pe Curlie
- Ghid de jocuri pentru Atari Jaguar la Retro Video Gamer